# Мъртво вълнение
Мъртвото вълнение е поредица от механични вълни в океан, море или езеро, които се разпространяват по повърхността на водата и не са образувани в резултат на непосредствената дейност на местни ветрове, а на по-далечни климатични системи. Това е основната разлика между ветрова вълна с местен произход, която все още се намира под влиянието на механизмите, които са я създали, като например ветровите вълнички образувани в локва, и мъртвата вълна. Като цяло, мъртвото вълнение е съставено от вятърни вълни, съвсем незасегнати или слабо засегнати от местния вятър.
Мъртвото вълнение често има голяма дължина на вълната, но това зависи от размера, силата и продължителността на климатичната система, от която произхожда, и от размера на водното тяло. Например дължината на вълните рядко надвишава 150 м в Средиземно море. Дължини на вълната над 700 м възникват като резултат от най-силните бури.

## Образуване на мъртвото вълнение
По-голямата част от големите вълни, които се разбиват на брега на океана са резултат от действието на отдалечени климатични системи над океана. Пет фактора влияят върху формирането на вятърни вълни, които се превръщат в мъртво вълнение:
- Скорост на вятъра
- Непрекъснатото разстояние в открити води, над което духа вятърът, без съществена промяна на посоката (на английски: fetch)
- Широчина на зоната над която духа вятърът
- Продължителността на действие на вятъра над дадената морска площ
- Дълбочината на водата

Всички тези фактори работят заедно, за да се определи размера на вятърни вълни:
- Височина на вълната
- Дължина на вълната (от гребен до гребен)
- Период на вълната (интервал от време между пристигането на последователните била в стационарна точка)
- посоката на разпространение на вълната

## Загуба на енергия на мъртвото вълнение
Загубата на енергия е много по-силна при къси вълни, което обяснява защо мъртвото вълнение от далечни бури е с голяма дължина на вълната. Загубата на енергия при вълни с периоди от повече от 13 секунди е много слаба, но все пак значителни при разстояния сравними с мащаба на Тихия океан.